# Автономна Македония (1903)
Вижте пояснителната страница за други значения на Автономна Македония.
„Автономна Македония“ е български вестник, редактиран от Ив. К. Марков, излизал от 5 юли до 21 декември 1903 година (25 броя) в София, България.
Печата се в печатница Гавазов и Чомонев. Вестникът отразява македоно-одринското освободително движение и е близък до идеологията на Върховния македоно-одрински комитет. Излиза в събота. Адрес на редакцията д-р И. Спирков.